# Ali B
Ali Bouali (Zaanstad, 16 oktober 1981), als artiest bekend als Ali B, is een Marokkaans-Nederlandse rapper, cabaretier, stand-upcomedian, televisiepresentator en mede-eigenaar van het artiestenbureau SPEC.
Tijdens het eerste decennium van de 21ste eeuw kende Bouali in Nederland een grote populariteit met zijn hits Rampeneren, Leipe mocro flavour, Ik ben je zat en zijn bijdrage aan Wat zou je doen van Marco Borsato. De rapper werd onder meer onderscheiden met een TMF Award in 2005 en 2006. Bouali is bij het grote publiek ook bekend als jurylid bij verschillende Nederlandstalige talentenjachten. Zijn carrière ging bergafwaarts nadat hij veroordeeld werd voor verschillende zedenmisdrijven.

## Levensloop
Bouali bracht zijn eerste jaren door in Zaanstad. Op tweejarige leeftijd verhuisde hij naar De Pijp in Amsterdam en later naar Amsterdam-Oost, waar hij opgroeide.
In zijn jeugd was hij gok- en softdrugsverslaafde en dealde drugs om aan geld te komen. Terwijl een deel van zijn familie in Amsterdam bleef wonen, vertrok Bouali op veertienjarige leeftijd met zijn moeder naar Almere. In Almere stopte hij met drugs en zocht hij zijn heil in de islam en het rappen.

### 2000-2010: beginjaren
Vanaf 2000 deed Bouali mee aan meerdere talentenjachten zoals Wanted en stond hij in december 2002 in de finale van de Grote Prijs van Nederland in de categorie r&b/hiphop, waar hij verloor van zangeres Corey. Toch was zijn deelname niet onopgemerkt gebleven en kreeg twee maanden na de finale een contract bij Warner Music. Daar bracht hij de single Waar gaat dit heen? uit, die op muziekzender The Box de tweede plaats in de hitlijst bereikte. Zijn doorbraak kwam met zijn single Ik ben je zat, waarmee hij met Brace de derde plaats van de Nederlandse Top 40 behaalde. Door zijn energieke, entertainende en soms een beetje brutale live-performance, kreeg Bouali zeer snel naamsbekendheid, en werd hij in Nederland een graag geziene gast in (discussie)programma's op radio en televisie.
In 2004 trad Bouali samen op met Marco Borsato voor War Child tijdens de concerten van Borsato in De Kuip. Deze samenwerking leidde tot de single Wat zou je doen. De single kwam in september direct binnen op de eerste plaats van de Nederlandse hitparades. Bouali stond later datzelfde jaar in het voorprogramma van de Amerikaanse rappers 50 Cent en G-Unit in Ahoy. Tevens won Bouali de Popprijs 2004. Bouali werd vanaf december 2004 de nieuwe ambassadeur voor de Stichting Bomen Over Leven. Tevens begon Bouali zijn eerste theatershow, genaamd Ali B vertelt het leven van de straat.

In 2005 maakte Bouali een zevendelige televisieserie, genaamd Rap Around The World, waarbij hij ontwikkelingslanden bezocht en liet zien in welke situatie de jongeren daar (over)leven. Datzelfde jaar leende Bouali zijn stem uit voor de animatiefilm Robots. Verder startte hij met zijn neef Yes-R hun eigen radioprogramma op de radiozender Juize FM. In 2005 won Bouali diverse prijzen, waaronder een TMF Award in de categorie 'Beste Nieuwe Artiest Nationaal' en twee MOBO Awards voor beste clip en beste nationale single. Ook kreeg de rapper een wassenbeeld bij Madame Tussaud. Hiermee was hij de eerste rapper die een wassenbeeld kreeg.

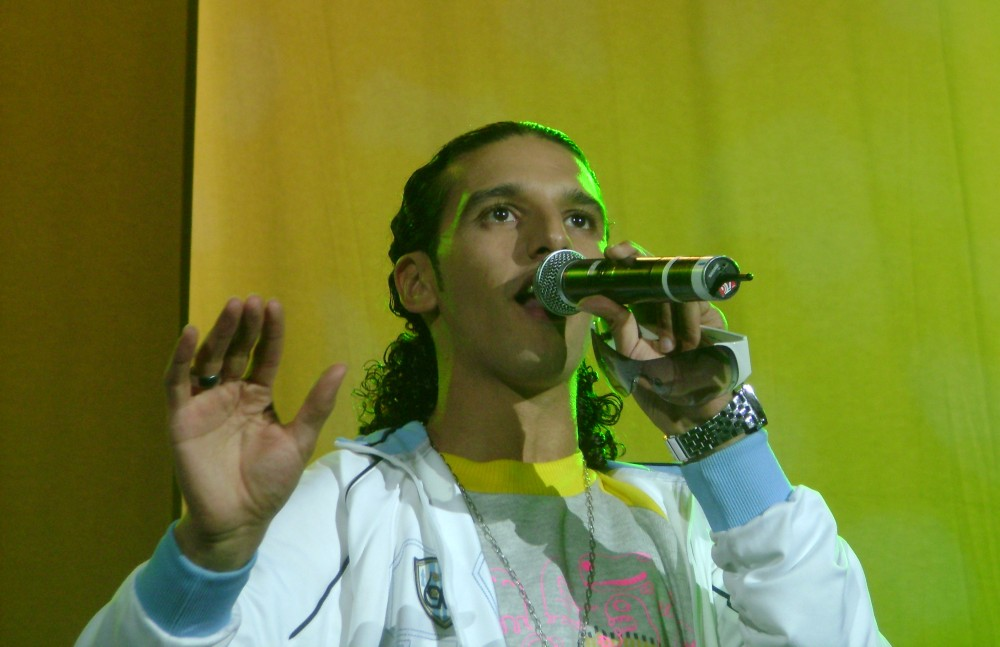
Ali B in 2008

 In 2006 bracht Bouali samen met Yes-R en de Amerikaanse rapper Akon de Nederlandse versie van de single "Ghetto" uit. In juni 2006 werd Bouali in het kinderthemapark Land van Ooit geridderd tot Baron van Ooit en kreeg zijn eigen bank aan de laan in het pretpark. In september 2006 presenteerde Bouali het Groot Dictee der Nederlandse Straattaal, gebaseerd op de mengtaal die jongeren van verschillende etnische en culturele achtergronden in het dagelijks leven spreken op straat. Het werd georganiseerd door BNN. In 2006 bracht Bouali meerdere singles uit die hoog in de Nederlandse hitlijsten terechtkwamen, waaronder: Rampeneren (samen met Yes-R en Partysquad), Leipe Mocro Flavour (remix met Yes-R) en Zomervibe. Op 13 oktober won Bouali zijn tweede TMF Award. Eind 2006 stond Bouali weer op het podium met Marco Borsato in diens concertenreeks Symphonica in Rosso. Tevens bracht Bouali in samenwerking met Frans Bauer en Lange Frans een single uit met de titel De leipe Bauer flavour, gemaakt voor de slachtoffers van landmijnen.
In april 2008 kreeg Bouali zijn eigen televisieprogramma, genaamd De Flat van Ali B. In november van hetzelfde jaar kreeg het programma een tweede seizoen. Tevens was Bouali in oktober 2008 als presentator te zien met Jack van Gelder voor het muziekprogramma Kinderen voor Kinderen.

### Na 2010
In het begin van 2011 startte Bouali zijn televisieprogramma Ali B op volle toeren waarin hij met een bevriende rapper in elke aflevering naar een artiest van vroeger gaat. Dit programma kreeg uiteindelijk vijf seizoenen en eindigde in 2016.
Tevens bracht Bouali in 2011 een theatershow uit, genaamd Ali B geeft antwoord en kondigde een gelijknamig album aan. Op 19 oktober 2012 heeft Bouali de Zilveren Televizier-Ster voor beste televisieman gewonnen op het Gouden Televizier-Ring Gala 2012. Zijn programma Ali B op volle toeren was ook genomineerd voor de Gouden Ring, maar die ging naar The voice of Holland.
Vanaf 2013 tot en met 2022 was Bouali als coach te zien in het televisieprogramma The voice of Holland. Op 30 april 2013 bracht Bouali een Koningsrap ten gehore aan koning Willem-Alexander en zijn gezin tijdens de Koningsvaart. Dit was ter gelegenheid van de inhuldiging van koning Willem-Alexander. Tevens was Bouali in 2013 te zien als jurylid in het RTL 4-programma X Factor. Bouali was in 2014 te zien als presentator van de TROS-televisieprogramma's Ali B en de 40 wensen en Ali B en de muziekkaravaan.
Na positieve reacties op Bouali als coach in The voice of Holland, was hij vanaf 2016 tot en met 2021 coach in de kindervariant van dat programma, genaamd The Voice Kids. Tevens trad Bouali in 2016 op tijdens het traditionele 5 mei-concert op de Amstel, waar hij het door hem geschreven bevrijdingslied Nieuwe held zong. In november 2016 bracht Bouali zijn derde album uit, genaamd Een klein beetje geluk. Deze behaalde de vierde plek in de Nederlandse Album Top 100 en bleef daar 91 weken in staan.
In 2017 werd Bouali uitgeroepen tot de meest irritante bekende Nederlander in een reclamespot. Hij won de Loden Leeuw voor de hoofdrol in een commercial van uitvaartbedrijf Yarden. Tevens was Bouali te zien in het programma Het Jachtseizoen van StukTV.
In 2018 was Bouali te zien in een van de hoofdrollen in de Belgische misdaadfilm Patser, hij vertolkte de rol van de doorgewinterde gangster Hassan Kamikaze. In 2019 presenteerde hij vier weken lang het SBS6-programma Ali's Mensentuin, waarin hij vooroordelen met mensen onderzoekt en probeert te doorbreken.
In 2020 werkte hij als coachend jurylid mee aan We Want More en was hij te zien als jurylid van het RTL 4-programma Holland's Got Talent. Hij nam seizoen 11 over van Dan Karaty die vanwege de coronapandemie die dat jaar uitbrak niet naar Nederland kon reizen.
In 2020 werd tijdens de coronacrisis in Nederland het artiestenbureau SPEC. van Ali B door de overheid ingezet om de crisis te beïnvloeden middels influencer-marketing. Voor deze overheidscampagne '#alleensamen' werden de influencers Famke Louise en Boef ingezet, Ali B leverde ondanks hiervoor gevraagd te zijn uiteindelijk zelf geen video's.